# Gällarbo
Gällarbo är en by i Östervåla socken, Heby kommun.
Gällarbo omtalas i dokument första gången 1541 ("Gelareboda"). Under 1500-talet består Gällarbo av ett skattehemman om ett mantal skatte, först 3 öresland, från 1549 4 öresland. Förleden kan antingen vara yrkesbeteckningen "gällare", någon som kastrerar djur, eller ett namnsbinamn baserat på yrkesbeteckningen. 
Byn hade sina fäbodar vid Gällarbovallen på sockenallmänningen, idag beläget inom Bergsslagsskogen tillhörigt Stora.
Bland bebyggelser på ägorna märks torpet Gjutbo. Torpet är dokumenterat redan på 1640-talet ("Jutebo"), men verkar ursprungligen ha varit beläget några hundra meter sydost om den nuvarande bebyggelsen, in på Svinas ägor, och räknades som ett frälsetorp under Aspnäs. Först på kartan vid laga skifte 1889 verkar Gjutbo ha ha lytt under Gällarbo och haft det läge det har idag. Förleden kommer från mansbinamnet "jute" i betydelsen dansk. En Swän Jute fanns vid Aspnäs under 1600-talet. Lass-Pers var en idag försvunnen torpstuga söder om Gjutbo, ännu utmärkt på ekonomiska kartan 1917.